# Bibi Besch
Bibiana "Bibi" Besch (Viena, Austria; 1 de febrero de 1940-Los Ángeles, California; 7 de septiembre de 1996) fue una actriz cinematográfica y televisiva estadounidense de origen austriaco.

## Biografía
Nacida en Viena, Austria, su madre era la actriz teatral y cinematográfica Gusti Huber, que trabajó en filmes alemanes en los años de la Segunda Guerra Mundial y que había emigrado de Austria a los Estados Unidos mediada la década de 1940. El padrastro de Besch fue Joseph Besch, un ejecutivo radiofónico y antiguo capitán del Ejército de los Estados Unidos. Bibi Besch tuvo dos hermanas, Drea y Christina, y un hermano, Andrew. Se crio en Mount Kisco, Nueva York, y estudió en las escuelas elementales y high schools de dicha población. Más adelante se mudó a la ciudad de Nueva York. 
Además de su carrera en el medio teatral, Besch trabajó en producciones televisivas de emisión nacional, como fue el caso de la miniserie de 1979 Backstairs at the White House. Otras producciones televisivas en las que intervino fueron The Secret Storm, The Edge of Night, Love is a Many Splendored Thing y Somerset. 
Probablemente su papel más famoso fue el de la Dra. Carol Marcus, la madre de David, el hijo del Almirante James Tiberius Kirk en Star Trek II: La ira de Khan. También tuvo el pequeño papel de la muy odiada "Belle Marmillion" en el éxito Steel Magnolias. Otras cintas en las que actuó Besch fueron The Day After (de Nicholas Meyer), Mrs. Delafield Wants to Marry (con Katharine Hepburn), Victory at Entebbe, Date with an Angel, Centerfold: The Dorothy Stratten Story y Tremors.
En 1992 recibió la primera nominación a los Premios Emmy por el telefilme Doing Time on Maple Drive, en el que trabajaba Jim Carrey. Un año después fue nominada nuevamente al Emmy por su papel de la neurótica madre de Janine Turner, 'Jane O'Connell', en la serie de la CBS Doctor en Alaska. 
Bibi Besch siguió actuando para el cine y la televisión, incluyendo entre otras producciones ER y Melrose Place, hasta el momento de su fallecimiento en 1996, ocurrido a los 56 años de edad en Los Ángeles, California, a causa de un cáncer de mama. Sus restos fueron incinerados, y las cenizas entregadas a sus allegados.
Besch fue la madre de la también actriz Samantha Mathis.